# Куковичі
Куко́вичі — село в Україні, у Менській міській громаді Корюківського району Чернігівської області. Населення становить 1015 осіб. До 2016 орган місцевого самоврядування — Куковицька сільська рада.

## Населення

### Мова
Розподіл населення за рідною мовою за даними перепису 2001 року:
| Мова       | Кількість | Відсоток |
| ---------- | --------- | -------- |
| українська | 1005      | 99.01%   |
| російська  | 10        | 0.99%    |
| Усього     | 1015      | 100%     |

## Історія
На думку Ю. Виноградського, заснування села слід віднести до часу Великого князівства Литовського. Перша письмова згадка зафіксована у 1623 році, коли Менську волость за указом польського короля Владислава Вази отримав староста Зігмунт Казановський.
У 1859 році — 188 дворів, 1609 жителів, діяла земська школа. 
У 1885 році Куковичі — колишнє козацьке, державне та власницьке село Менської волості Сосницького повіту Чернігівської губернії при річці Десна, 1551 особа, 282 двори, православна церква, 2 постоялий будинки, вітряний млин, крупорушка.
1891 року збудовано дерев'яну Покровську церкву.
Під час Голодомору 1932—1933 років померло щонайменше 53 жителі села.
12 червня 2020 року, відповідно до розпорядження Кабінету Міністрів України № 730-р «Про визначення адміністративних центрів та затвердження територій територіальних громад Чернігівської області», увійшло до складу Менської міської громади.
19 липня 2020 року, в результаті адміністративно-територіальної реформи та ліквідації Менського району, село увійшло до складу Корюківського району.

## Відомі особистості
- Грицай Василь Овсійович (1854—1910) — український співак. Справжнє прізвище — Колтановський.